# Pronephrium kumaunicum
Pronephrium kumaunicum là một loài dương xỉ trong họ Thelypteridaceae. Loài này được P.C.Pande & H.C.Pande mô tả khoa học đầu tiên năm 2003.
Danh pháp khoa học của loài này chưa được làm sáng tỏ. 